# 1021 Фламмаріо
1021 Фламмаріо (1021 Flammario) — астероїд головного поясу, відкритий 11 березня 1924 року.
Тіссеранів параметр щодо Юпітера — 3,238.
Названо на честь французького астронома і письменника Каміля Фламмаріона